# Ferike Boros
Pour les articles homonymes, voir Boros.
Ferike Boros est une actrice d'origine hongroise, née à  Nagyvárad (ex Autriche-Hongrie, aujourd'hui Oradea en Roumanie) le 3 août 1873, et morte à Hollywood, aux États-Unis, le 16 janvier 1951.

## Filmographie partielle
- 1930 : Ladies Love Brutes de Rowland V. Lee : Mme Forziati
- 1930 : Born Reckless de John Ford et Andrew Bennison : Ma Beretti
- 1931 : Gentleman's Fate de Mervyn LeRoy
- 1932 : Le Monde et la Chair (The World and the Flesh) de John Cromwell
- 1932 : Le Bel Étudiant (Huddle) de Sam Wood
- 1939 : Mademoiselle et son bébé (Bachelor Mother) de Garson Kanin : Mme Weiss
- 1939 : Un ange en tournée (Fifth Avenue Girl) de Gregory La Cava : Olga
- 1939 : La Lumière qui s'éteint (The Light That Failed) de William A. Wellman : Madame Binat
- 1939 : Jeunesse triomphante (Dust Be My Destiny) de Lewis Seiler
- 1940 : Gallant Sons de George B. Seitz : Madame Wachek
- 1940 : Le Gros Lot (Christmas in July) de Preston Sturges : Mrs. Schwartz
- 1940 : Three Cheers for the Irish de Lloyd Bacon
- 1941 : L'Engagé volontaire (Caught in the Draft) de David Butler : Yetta
- 1941 : Sleepers West d'Eugene Forde
- 1942 : Lune de miel mouvementée (Once upon a honeymoon) de Leo McCarey : Elsa
- 1943 : Margin for Error d'Otto Preminger : Mme Finkelstein